# Jeneba Tarmoh
Jeneba Tarmoh, född den 27 september 1989 i Los Angeles, Kalifornien, är en amerikansk friidrottare inom kortdistanslöpning.
Hon ingick i USA:s lag som tog OS-guld på 4 x 100 meter stafett vid friidrottstävlingarna 2012 i London. 